# Dodón de Wallers

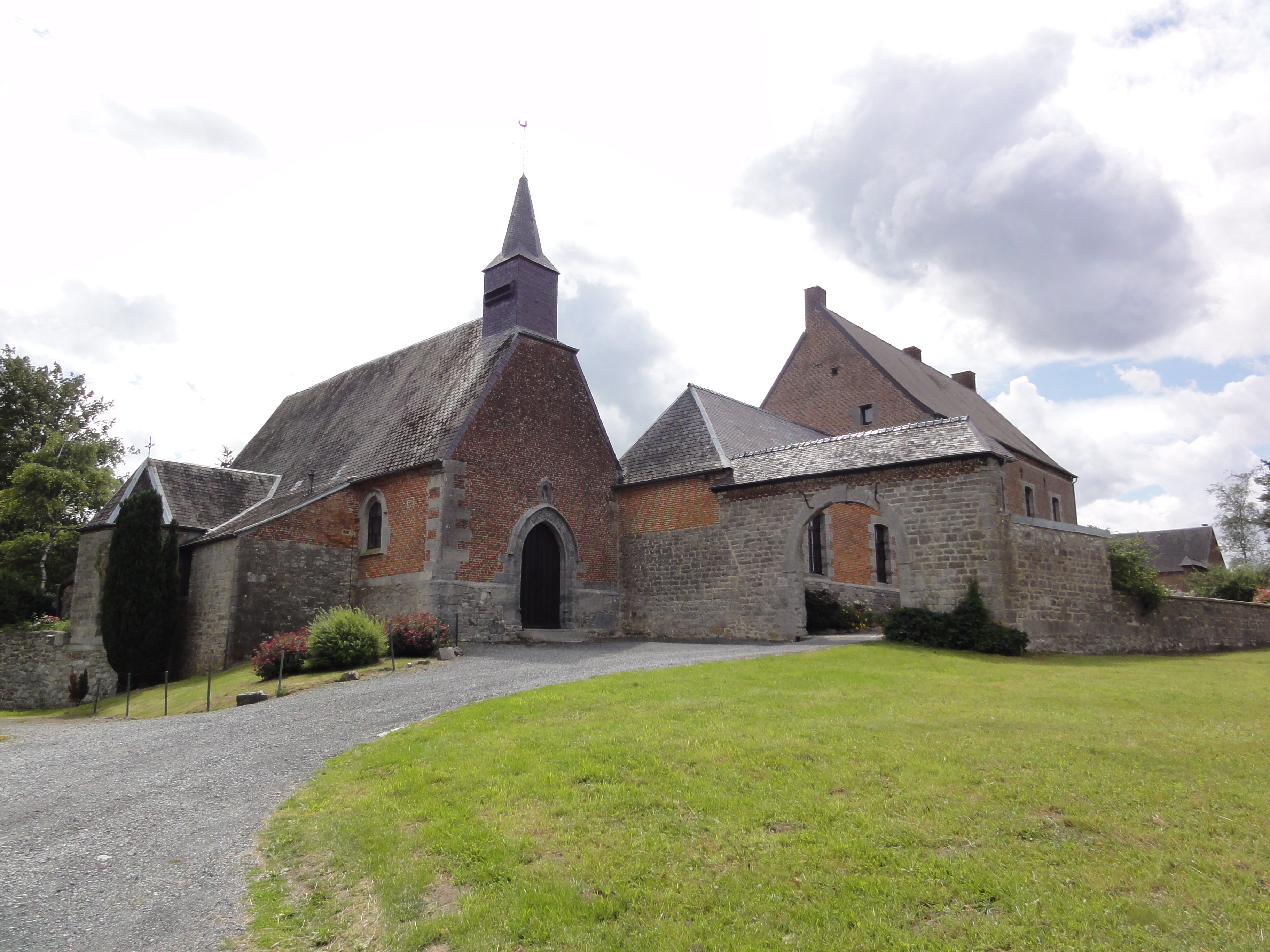
Moustier-en-Fagne, monasterio de Saint-Dodon.

Dodón de Wallers, nacido en Vaulx hacia el 682, es un santo cristiano, celebrado el 29 de octubre.

## Biografía
Dodón nació en Vaulx, entre Chimay y Lompret, hacia el 682. Cuando tenía 6 años, fue confiado por sus parientes a San Ursmaro que lo bautizó y educó. A la edad de 24 años, Ursmer lo envió a la abadía de Wallers fundada por San Landelino. Dirige algún tiempo la abadía, después se retira como ermitaño en las proximidades del monasterio de Moustier-en-Fagne después a un priorato dependiente de la abadía de Lobbes. Se presta milagros: curación de los ciegos y de los cojos. Muere, el 1 de octubre, hacia 760, en la soledad, y está enterrado prados de su celda. Una capilla es dedicada en su honor en Eppe-Sauvage, cerca de Wallers-en-Fagne.